# Arsenaal (Marseille)

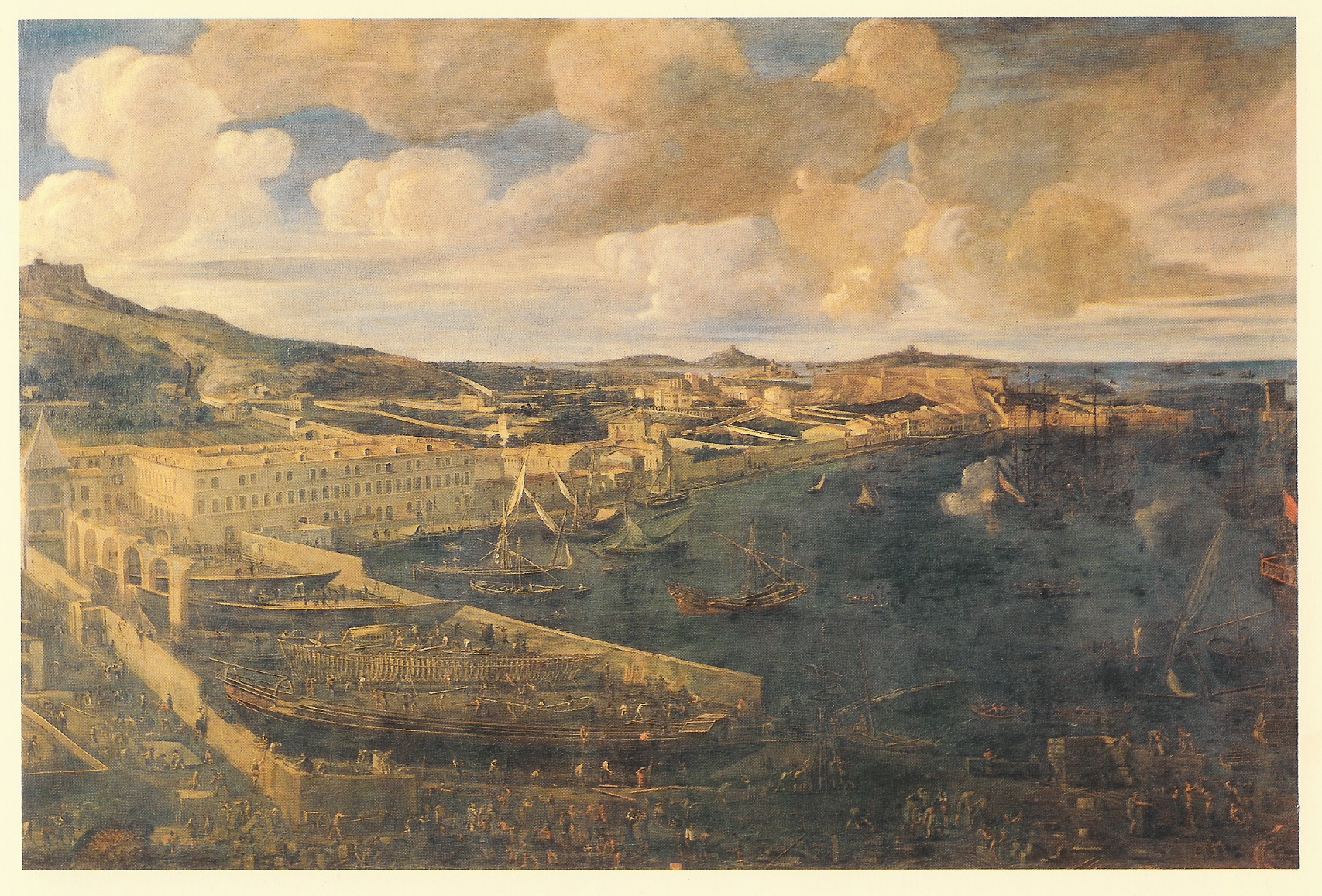
Voormalig Arsenaal van Marseille (17e-18e eeuw)

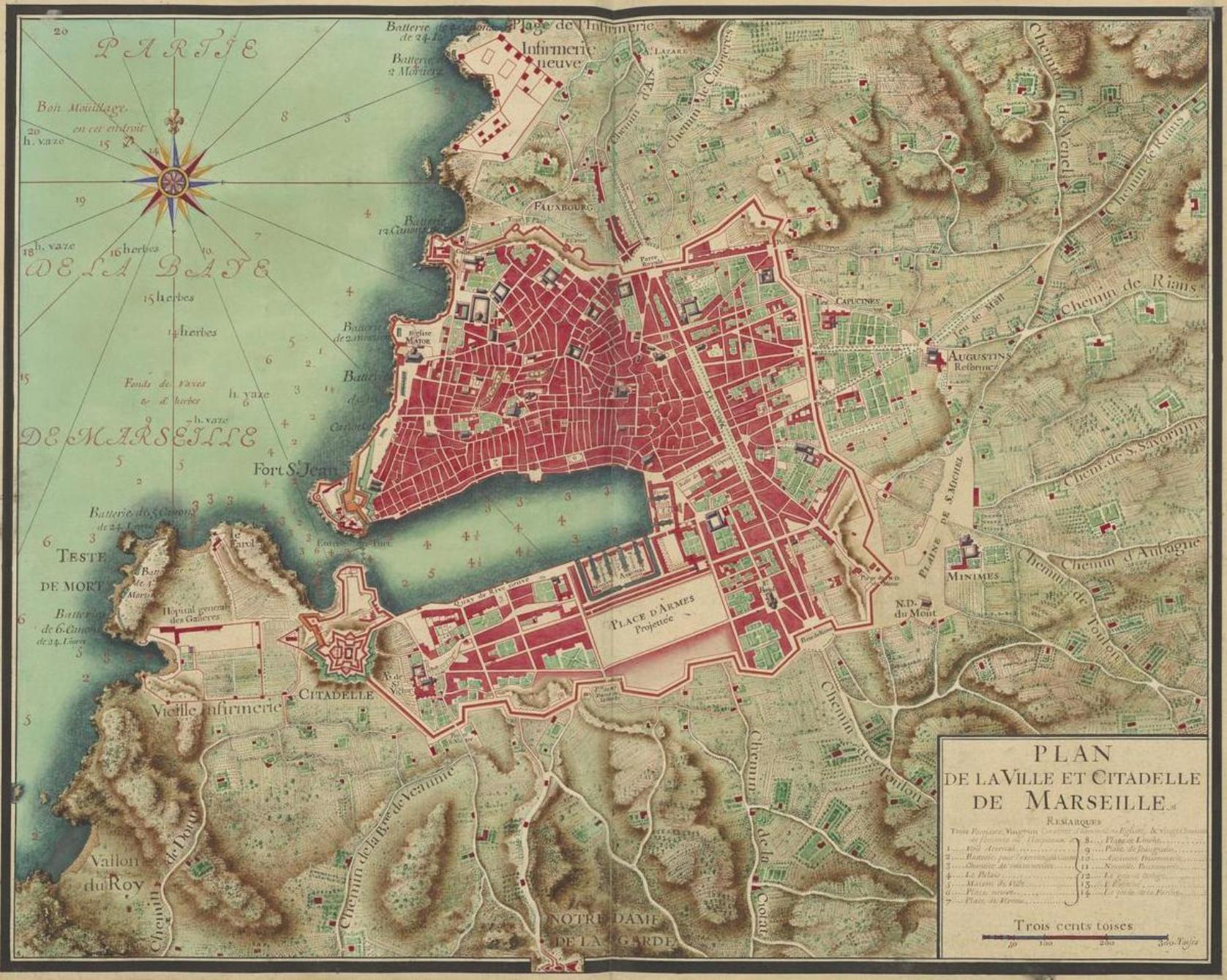
Kaart van de Vieux-Port: zuidkant en oostkant vormen het Arsenaal

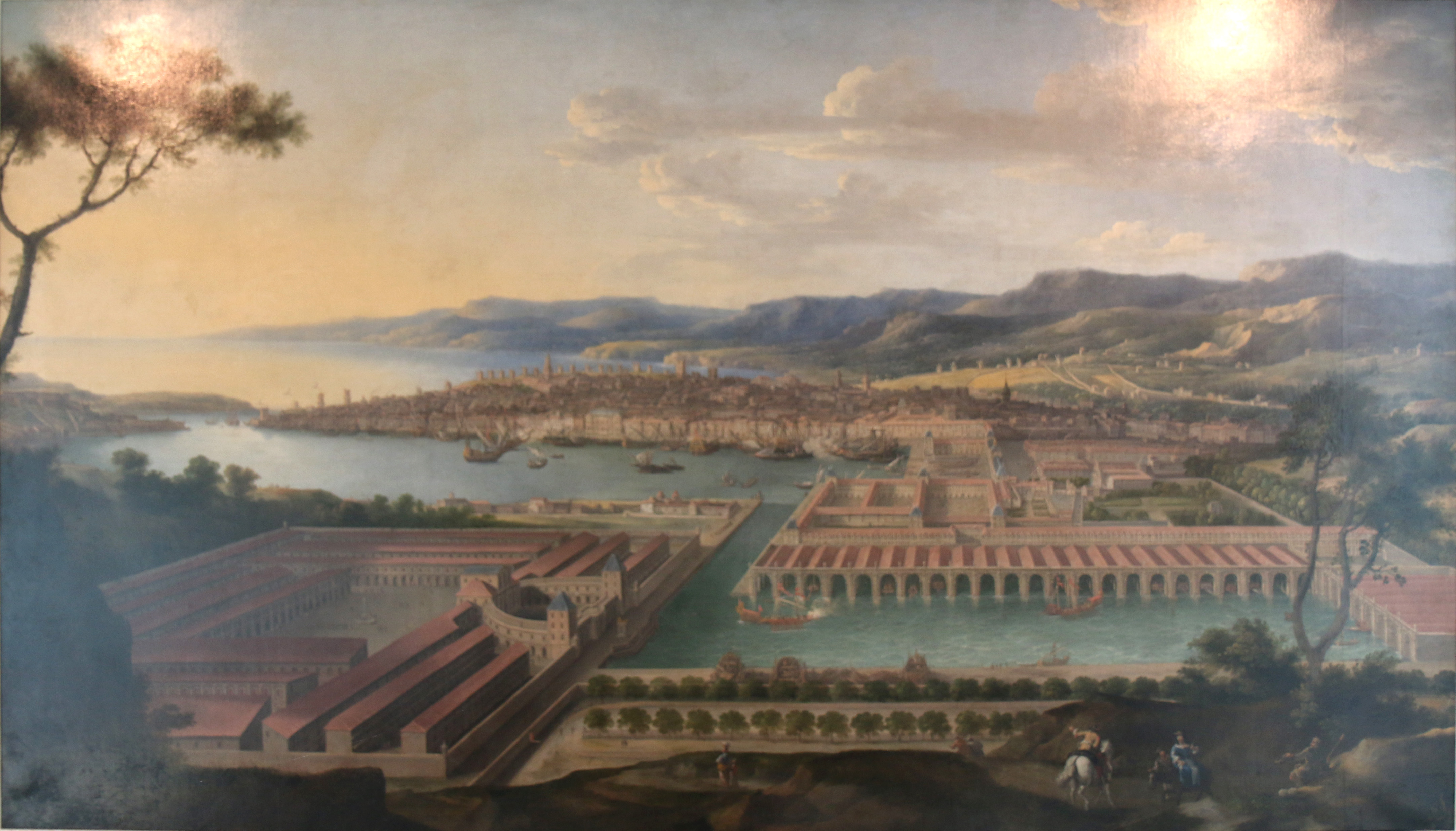
Megalomaan project van wat het Arsenaal had moeten worden volgens de Zonnekoning.

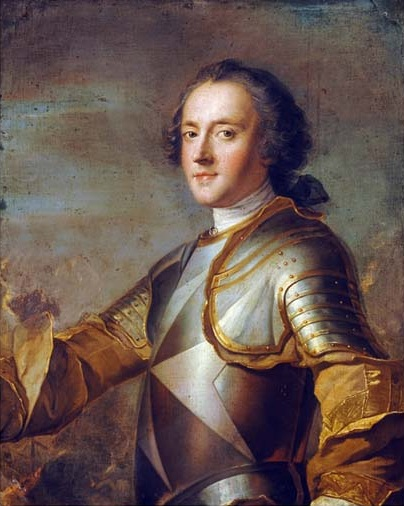
Jean Philippe van Orléans, de laatste admiraal in Marseille

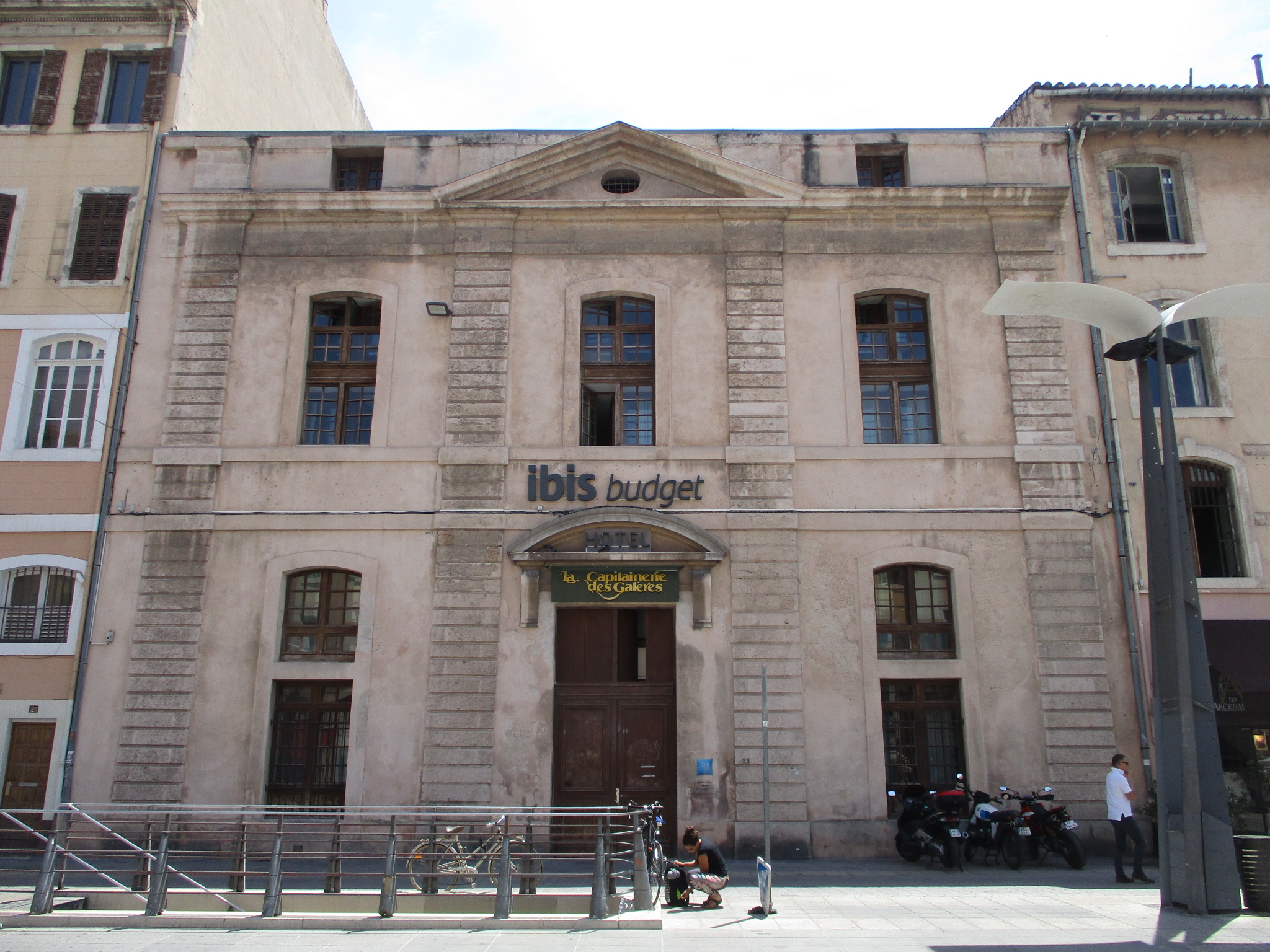
Capitainerie, nu hotel.

Het Arsenaal van Marseille (Frankrijk) was een scheepswerf en aanmeerplaats specifiek voor galeien. Het Arsenaal voorzag de galeien ook van de nodige bewapening en dwangarbeiders. Het Arsenaal stond aan de Vieux-Port van Marseille, meer bepaald aan de lange zuidkant en de kortere oostkant. Het Arsenaal had daarmee de vorm van het hoofdletter L. Dit was de laatste versie, deze van de 17e eeuw, die erg heeft bijgedragen tot het stadsplan en -uitzicht van het centrum van Marseille.

## Voor de 17e eeuw
In het verleden bestond het Arsenaal niet op een permanente basis. Enkel bij maritieme ondernemingen kende Marseille een operationeel Arsenaal. Van geen enkele versie van voor de 17e eeuw is iets bewaard in de haven. 
Reeds in de Romeinse oudheid bezat Massilia, Latijn voor Marseille, een tiental galeien.
Tijdens de middeleeuwen bouwden Karel I en Karel II van Anjou opnieuw een Arsenaal voor galeischepen. Zij waren graaf van Provence en hun maritieme ambities reikten tot Sicilië en Napels. Karel II benoemde een admiraal specifiek voor de vloot van galeien in Marseille. Karel IV van Frankrijk liet, met het oog op een kruistocht, galeien bouwen in Marseille. Het Arsenaal van Karel IV hield op te bestaan in de 14e eeuw.
Vanaf 1480 viel het graafschap Provence definitief in handen van de koning van Frankrijk. Koning Karel VIII bouwde het Arsenaal uit, met het oog op de verovering van Napels (1495). Ook Lodewijk XII had interesse in een scheepswerf voor galeien in Marseille. Tijdens het bestuur van koning Hendrik II eindigde de functie van admiraal van Marseille. Hendrik II bestuurde rechtstreeks het Arsenaal, dat gelegen was aan de zuidkant van le Vieux-Port. Onder zijn bestuur bereikte het Arsenaal een record van 42 galeien (1548); het nodige hout liet Hendrik II kappen in het prinsdom Dauphiné. Na de dood van Hendrik II stopte het Arsenaal met het bouwen en onderhouden van galeien. Zijn opvolgers verhuurden de functie van kapitein van de galeien aan de meest biedende edelman.
Met de komst van kardinaal Richelieu als kanselier van Frankrijk werd het Arsenaal opnieuw operationeel. De afgewerkte galeien lagen evenwel niet in Marseille maar in Toulon (1624); dit was handiger om piratenschepen te lijf te gaan. Richelieu liet de galeien terugkeren naar Marseille om ze opnieuw naar Toulon uit te sturen toen de pest uitbrak in Marseille (1649). Dankzij kardinaal Richelieu kende het Arsenaal een eigen ziekenhuis. Van 1645 tot 1748 was het ziekenhuis operationeel: de naam was Hôpital Royal des Forçats. Op haar hoogtepunt kende het ziekenhuis 175 bedden voor 2 personen elk. Het personeel van het Arsenaalziekenhuis omvatte chirurgen, apothekers, vijf verplegers, bewakers, keukenpersoneel, een boekhouder en een sommelier. De verplegenden werden bijgestaan door tientallen garçons de salle of zaaljongens. Galeislaven en mariniers waren de patiënten. Zij leden aan geslachtsziekten, scorbut en koortsachtige ziekten. Er was een aparte verpleegafdeling voor Ottomaanse zeelui.

## 17e-eeuwse versie
In 1660 bezocht koning Lodewijk XIV, de Zonnekoning, het Arsenaal. Het Arsenaal bezat geen galeien meer, want de zes laatste galeien lagen in Toulon, goed voor een 1.655-koppige bemanning. De scheepswerf werd niet meer gebruikt. De Zonnekoning wenste ultiem de vloot van Spanje te overtreffen, of toch minstens deze van de republiek Genua en de republiek Venetië. Het geldverslindend project werd gestart in 1665. Nicolas Arnoul had de leiding van de bouw, als koninklijk intendant voor de Provence en Piëmont, waarbij hij diende te rapporteren aan de admiraal van Marseille. Het megalomane project werd slechts voor een deel uitgevoerd; zie hiernaast voor de geplande scheepswerf versus de gerealiseerde scheepswerf. Het gebouw, de laatste versie van het Arsenaal, werd gebouwd van 1665 tot 1669. Minister Colbert inspecteerde het gebouw in 1669; hij lanceerde de volgende fase van het plan van de Zonnekoning. Er volgden hiervoor talrijke onteigeningen in aanpalende percelen, om de kades, ateliers, scheepswerven, magazijnen en kantoorruimtes te kunnen bouwen. Ook de grootte van de galeien was nog nooit zo omvangrijk geweest. Het ziekenhuis van het Arsenaal werd opgenomen in het gebouwencomplex. De citadel van Marseille verdedigde het Arsenaal.
Onder meer het klooster van de Kapucijnen moest tegen de vlakte. De bisschop van Marseille, Toussaint de Forbin-Janson, moest hiervoor bemiddelen. Andere eigenaars langs de zuidkant en de oostkant van le Vieux-Port protesteerden evenzeer. Hun spreekbuis was de hertog van Mercoeur. Nicolas Arnoul en Jean-Baptiste Colbert zetten door: het nieuwe Arsenaal besloeg de hele zuidkant van le Vieux-Port alsook de oostelijke zijde, in L-vorm. Het stadsbestuur kon alleen nog toekijken hoe het reusachtige Arsenaal het uitzicht van de stad veranderde. Aan de grote ingangspoort van het Arsenaal stond het volgende opschrift in het Latijn: Hanc Magnus Lodoix invictis classibus arcem condivit, hinc domito dat sua jura mari: de Grote Lodewijk met zijn onoverwonnen vloten heeft dit bolwerk gebouwd, en van hieruit geeft hij zijn wetten aan de getempte zee. 
Bij de dood van Nicolas Arnoul in 1675 waren er 25 galeien opgeleverd; in 1690 waren dat er 40 galeien. Tot tevredenheid van de Zonnekoning was de Franse vloot een te duchten vloot geworden. In 1707 was het Arsenaal van de Zonnekoning op haar hoogtepunt: het was een stad binnen de stad geworden. Er leefden 5.000 soldaten en matrozen, 1.500 officieren, 2.500 havenarbeiders en 12.000 slaven, namelijk gevangenen veroordeeld tot strafarbeid op de galeien. De wapenzaal op het eerste verdiep van het Arsenaal werd gerekend tot de meest uitgebreide en meest moderne in Europese havens.
Na de dood van de Zonnekoning (1715) ging het langzaamaan bergaf. In 1720 brak voor de laatste maal de pest uit in Marseille. Zo lagen er in 1730 weliswaar 15 galeien in Marseille doch slechts 8 waren zeewaardig. De laatste zeeslag met galeien van Marseille werd uitgevoerd in 1747, onder leiding van Jean Philippe van Orléans, onwettige zoon van de regent Filips II van Orléans. Koning Lodewijk XV schafte de straf af die veroordeelden verplichtte tot de galeien. Galeien hadden nauwelijks nog militair belang; hun rol was al lang overgenomen door galjoenen, die de Atlantische Oceaan konden oversteken naar Nieuw-Frankrijk.
In 1781 vertrok het enige overblijvende galeischip naar Toulon. Op 3 september 1781 verkocht de koning van Frankrijk het Arsenaal aan de stad Marseille. Deze brak het Arsenaal af in de jaren 1784-1787. Het grondgebied van het Arsenaal werd het onderwerp van debatten in het stadsbestuur. Geleidelijk aan werden de terreinen die “afgepakt” waren van burgers van Marseille, terug in gebruik genomen. Een onderneming, genoemd de Compagnie de l’Arsenal, hield zich bezig met de urbanisatieplannen in het voormalige Arsenaal.
Het enige gebouw dat overbleef van het Arsenaal is de ‘capitainerie’ of huis der kapiteins van de galeien. Het werd erkend als historisch monument in 1978. Dit werd later een hotel.